# Alexandra Attalides
Alexandra Attalides (in greco Αλεξάνδρα Ατταλίδου?; Kakopetria, 25 dicembre 1958) è una politica cipriota, membro del parlamento cipriota dal 2021.

## Biografia
Ha avviato il suo percorso formativo studiando comunicazione e pubbliche relazioni, successivamente ha ottenuto una laurea magistrale in management europeo presso l'Université libre di Bruxelles, un diploma in analisi tecnica dei mercati finanziari, un diploma in studi sul turismo e un diploma di guida turistica. È membro accreditato della Cyprus Securities and Exchange Commission (CySEC), l'authority di vigilanza di Cipro. È stata vicepresidente del Comitato di etica giornalistica e membro del consiglio di amministrazione dell'Istituto Mediterraneo per gli Studi Sociali e di Genere. Ha lavorato nell'ufficio stampa del Parlamento europeo a Cipro dal 2008 al 2020. È membro fondatore dell'organizzazione Friends of Akamas ed è stata anche membro del movimento Women Come Back.

### Attività politica
Attalides è stata eletta membro del parlamento cipriota per la circoscrizione elettorale di Nicosia all'interno del Movimento degli Ecologisti - Cooperazione dei Cittadini nelle elezioni parlamentari del 2021.
Il 27 novembre 2023, Attalides ha annunciato di aver aderito al movimento Volt Europa e, in particolare, alla sezione nazionale Volt Cipro, di recente fondazione. Pochi giorni dopo, il 3 dicembre, è stata eletta copresidente di Volt Cipro insieme a Charilaos Velaris al congresso di fondazione del partito.

### Vita privata
Attalide è sposata e ha un figlio.